# (100619) 1997 TK14
(100619) 1997 TK14 es un asteroide que forma parte de los asteroides troyanos de Júpiter, descubierto el 4 de octubre de 1997 por el equipo del Spacewatch desde el Observatorio Nacional de Kitt Peak, Arizona, Estados Unidos.

## Designación y nombre
Designado provisionalmente como 1997 TK14.

## Características orbitales
1997 TK14 está situado a una distancia media del Sol de 5,146 ua, pudiendo alejarse hasta 5,557 ua y acercarse hasta 4,734 ua. Su excentricidad es 0,079 y la inclinación orbital 18,03 grados. Emplea 4263,89 días en completar una órbita alrededor del Sol.

## Características físicas
La magnitud absoluta de 1997 TK14 es 12,6.